# Мухтоловский заказник
Мухто́ловский зака́зник — особо охраняемая территория регионального значения, расположенная на территории Ардатовского района Нижегородской области.

## Географическое положение
Мухтоловский заказник — самая большая охраняемая территория в Ардатовском районе Нижегородской области, его площадь составляет 9400 гектаров, в том числе площадь особо защитных участков — 1832,8 гектаров. Заказник находится на левом берегу реки Тёши, в 24 км на север от районного центра рабочего посёлка Ардатов, в 4 км на юго-запад от рабочего посёлка Мухтолово, в 2 км на северо-запад от села Саконы и в 0,5 км на юг от посёлка Венец.

## История
Заказник был образован решением Нижегородского областного Совета народных депутатов от 22 марта 1994 года № 58-м. Положение о заказнике было утверждено тем же решением.

## Назначение
Мухтоловский заказник имеет средообразующее, научное (ландшафтоведческое, зоологическое, ботаническое), водоохранное, ресурсоохранное назначение. Он создан для охраны генофонда редких видов животных и растений и для охраны ценофонда типичных биоценозов.

## Охранный статус
На всей территории заказника запрещены рубки леса (за исключением санитарных), подсочка деревьев, применение ядохимикатов, распашка, строительство, добыча любых полезных ископаемых, геологоразведка, мелиоративные работы, водозабор и водозброс. В особо защитных участках запрещается дополнительно прокладывание любых новых коммуникаций, отвод земель под любые виды пользования, сбор лекарственных и декоративных растений, разведение костров, весенняя охота, выпас скота. Разрешается охота в осенне-зимний период, лов рыбы удочкой и спиннингом, научные исследования, сенокошение, сбор грибов и ягод.

## Природа
Две трети территории Мухтоловского заказника занимает сосновый лес, причём десятая часть сосен имеет возраст более ста лет. Среди сосен произрастают черника, брусника, вейник, ландыш, орляк. В северо-западной части заказника сохранился участок хвойно-широколиственного леса.
В южной половине заказника, ближе к течению Тёши почва частично заболочена — болота всех видов (низинные, переходные, верховые) занимают около 7 % от все территории Мухтоловского заказника. На сфанговых верховых и переходных болотах растут низкорослые сосны и ива черниковидная, среди которых обильно произрастает клюква. Здесь же гнездится серый журавль, занесённый в Красную книгу Нижегородской области. Болота и высоковозрастные леса заказника выделены в особо защитные участки заказника, поскольку здесь аккумулируется влага и регулируется водный режим Тёши и её притоков.
Помимо указанных выше территорий, около 15 % площади заповедника занято берёзой и осиной и ещё около 10 % — заливными лугами в пойме Тёши.
Животный мир Мухтоловского заказника разнообразен и типичен для сосновых лесов и болот Западного Предволжья. Здесь обитают такие млекопитающие, как обыкновенная бурозубка, ёж, крот, различные виды полёвок, заяц, белка, ондатра, лисица, лесная куница, барсук, лось, кабан. Из птиц — зяблик, несколько видов синиц, дрозд-деряба, серая мухоловка, несколько видов дятлов, лесной конёк, обыкновенная овсянка, пеночка-теньковка, сорокопут-жулан, речные утки, рябчик тетерев, глухарь.